# Fahrudin Pecikoza
Fahrudin Pecikoza (Sarajevo, 11 februari 1962) is een Bosnisch muziekschrijver. Hij schrijft onder andere nummers voor de band Hari Mata Hari. Pecikoza is getrouwd met Lejla Pecikoza en heeft een dochter.
- International Standard Name Identifier: 0000 0004 2092 389X
- MusicBrainz: 114294b2-3d73-4e4c-951e-b1b44bfb1515
- Virtual International Authority File: 1515154260640724480000